# Równanie różniczkowe Poissona
Równanie różniczkowe Poissona – niejednorodne równanie różniczkowe cząstkowe liniowe drugiego rzędu typu eliptycznego.
Równanie to zapisać można w postaci:
{\displaystyle \nabla ^{2}} {\displaystyle u=f}
lub inaczej
{\displaystyle \Delta } {\displaystyle u=f.}
Funkcję {\displaystyle f} zmiennych przestrzennych traktuje się jako znaną.

## Szczególne przypadki
Równanie można również zapisać explicite dla przestrzeni o zadanym wymiarze.
Dla przestrzeni trójwymiarowej przyjmuje ono postać równania różniczkowego cząstkowego:
{\displaystyle {\frac {\partial ^{2}}{\partial x^{2}}}u(x,y,z)+{\frac {\partial ^{2}}{\partial y^{2}}}u(x,y,z)+{\frac {\partial ^{2}}{\partial z^{2}}}u(x,y,z)=f(x,y,z),}
a dla dwuwymiarowej:
{\displaystyle {\frac {\partial ^{2}}{\partial x^{2}}}u(x,y)+{\frac {\partial ^{2}}{\partial y^{2}}}u(x,y)=f(x,y).}
W przypadku jednowymiarowym równanie Poissona redukuje się do równania różniczkowego zwyczajnego:
{\displaystyle u''(x)=f(x).}
W przypadku jednorodnym, tj. jeśli {\displaystyle f\equiv 0,} to mamy do czynienia z przypadkiem szczególnym znanym pod nazwą równania różniczkowego Laplace’a.
Równanie Poissona opisuje wiele procesów zachodzących w przyrodzie, np. rozkład pola prędkości cieczy wypływającej ze źródła, potencjał pola grawitacyjnego w obecności źródeł, potencjał pola elektrostatycznego w obecności ładunków, temperaturę wewnątrz ciała przy stałym dopływie ciepła.
Nazwa równania pochodzi od nazwiska Simeona Denisa Poissona, który sformułował je na początku XIX wieku i przeprowadził analizę jego rozwiązań.

## Rozwiązania i funkcje Greena
Równanie różniczkowe Poissona z dołączonymi do niego warunkami brzegowymi tworzy eliptyczne zagadnienie brzegowe.
Zagadnienie to posiada rozwiązania regularne, o ile warunki brzegowe mają postać ciągłą.
Dla obszaru {\displaystyle U} i funkcji ciągłych {\displaystyle f} i {\displaystyle g} rozwiązaniem równania Poissona {\displaystyle \Delta u=f} w obszarze {\displaystyle U} spełniającym warunek {\displaystyle u=g} na brzegu {\displaystyle U} jest
{\displaystyle u(x)=\int _{\partial U}g(y){\frac {\partial G}{\partial n}}(x,y)dS(x,y)+\int _{U}f(y)G(x,y)dy,}
gdzie {\displaystyle G} jest funkcją Greena obszaru (o ile dla danego obszaru taka funkcja istnieje).
Funkcją Greena półprzestrzeni {\displaystyle \mathbb {R} _{+}^{n}=\{x=(x_{1},\dots ,x_{n}):x_{n}>0\}} jest
{\displaystyle G(x,y)=\Gamma (y-x)-\Gamma (y-{\bar {x}}),}
gdzie {\displaystyle {\bar {x}}=(x_{1},\dots ,-x_{n}),} a {\displaystyle \Gamma } jest rozwiązaniem podstawowym laplasjanu.
Funkcją Greena (hiper)kuli jest
{\displaystyle G(x,y)=\Gamma (y-x)-\Gamma (|x|(y-{\tilde {x}})),}
gdzie {\displaystyle {\tilde {x}}={\frac {x}{|x|^{2}}},} a {\displaystyle \Gamma } jest rozwiązaniem podstawowym laplasjanu.